# Commercial Point (Ohio)
Commercial Point es una villa ubicada en el condado de Pickaway en el estado estadounidense de Ohio. En el Censo de 2010 tenía una población de 1582 habitantes y una densidad poblacional de 542,46 personas por km².

## Geografía
Commercial Point se encuentra ubicada en las coordenadas 39°46′2″N 83°3′19″O / 39.76722, -83.05528. Según la Oficina del Censo de los Estados Unidos, Commercial Point tiene una superficie total de 2.92 km², de la cual 2.92 km² corresponden a tierra firme y (0%) 0 km² es agua.

## Demografía
Según el censo de 2010, había 1582 personas residiendo en Commercial Point. La densidad de población era de 542,46 hab./km². De los 1582 habitantes, Commercial Point estaba compuesto por el 94.37% blancos, el 1.33% eran afroamericanos, el 0.25% eran amerindios, el 1.26% eran asiáticos, el 0% eran isleños del Pacífico, el 1.01% eran de otras razas y el 1.77% pertenecían a dos o más razas. Del total de la población el 2.02% eran hispanos o latinos de cualquier raza.